# 凱姆河 (圖爾河支流)
47°35′19″N 8°56′27″E / 47.58852°N 8.94092°E

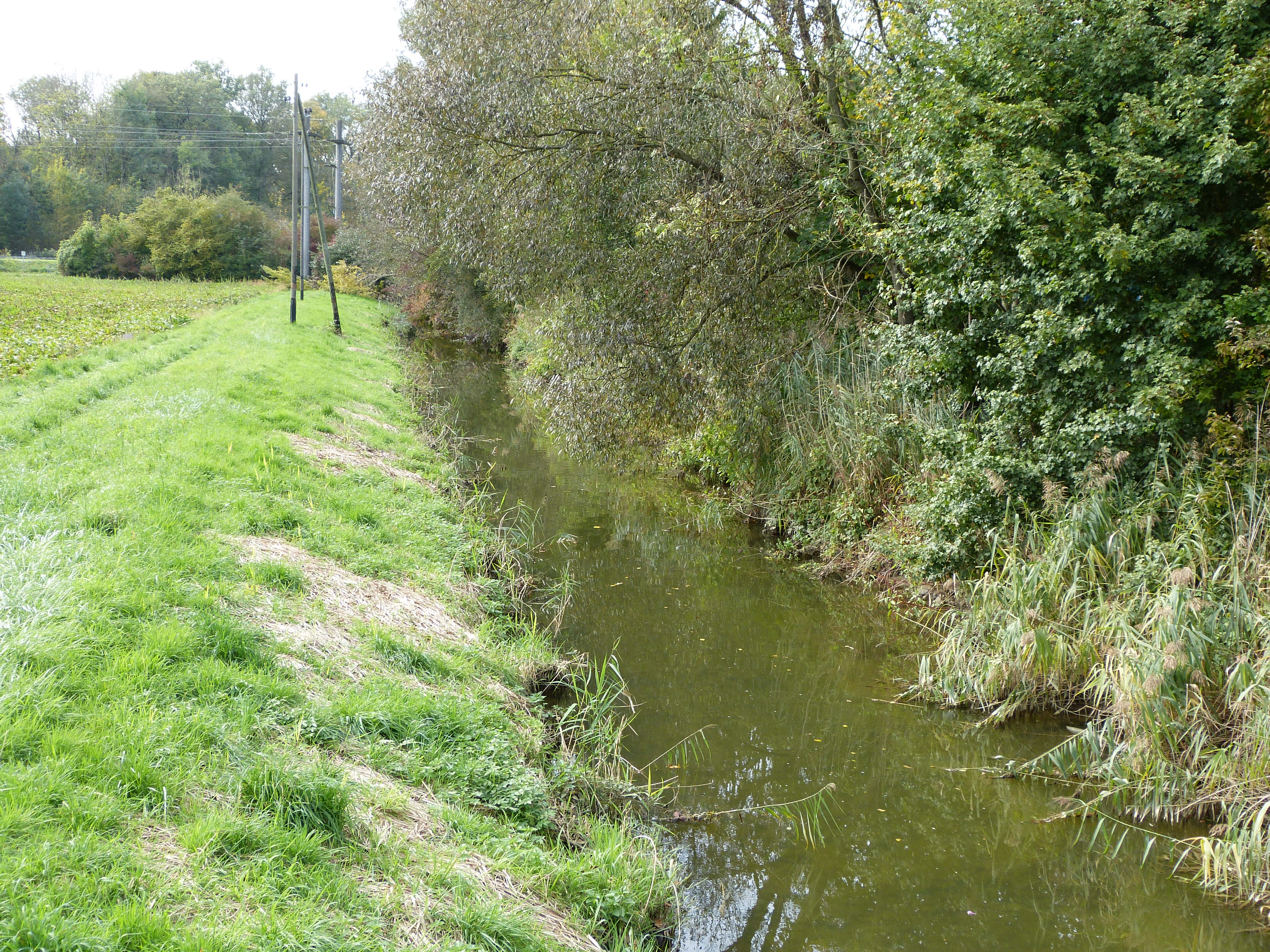

凱姆河是瑞士的河流，位於該國東北部，流經圖爾高州，屬於圖爾河的支流，河道全長19公里，河口處在普芬附近，該河有普通翠鳥和鳳頭麥雞等鳥類棲息。